# Іван Ґонта

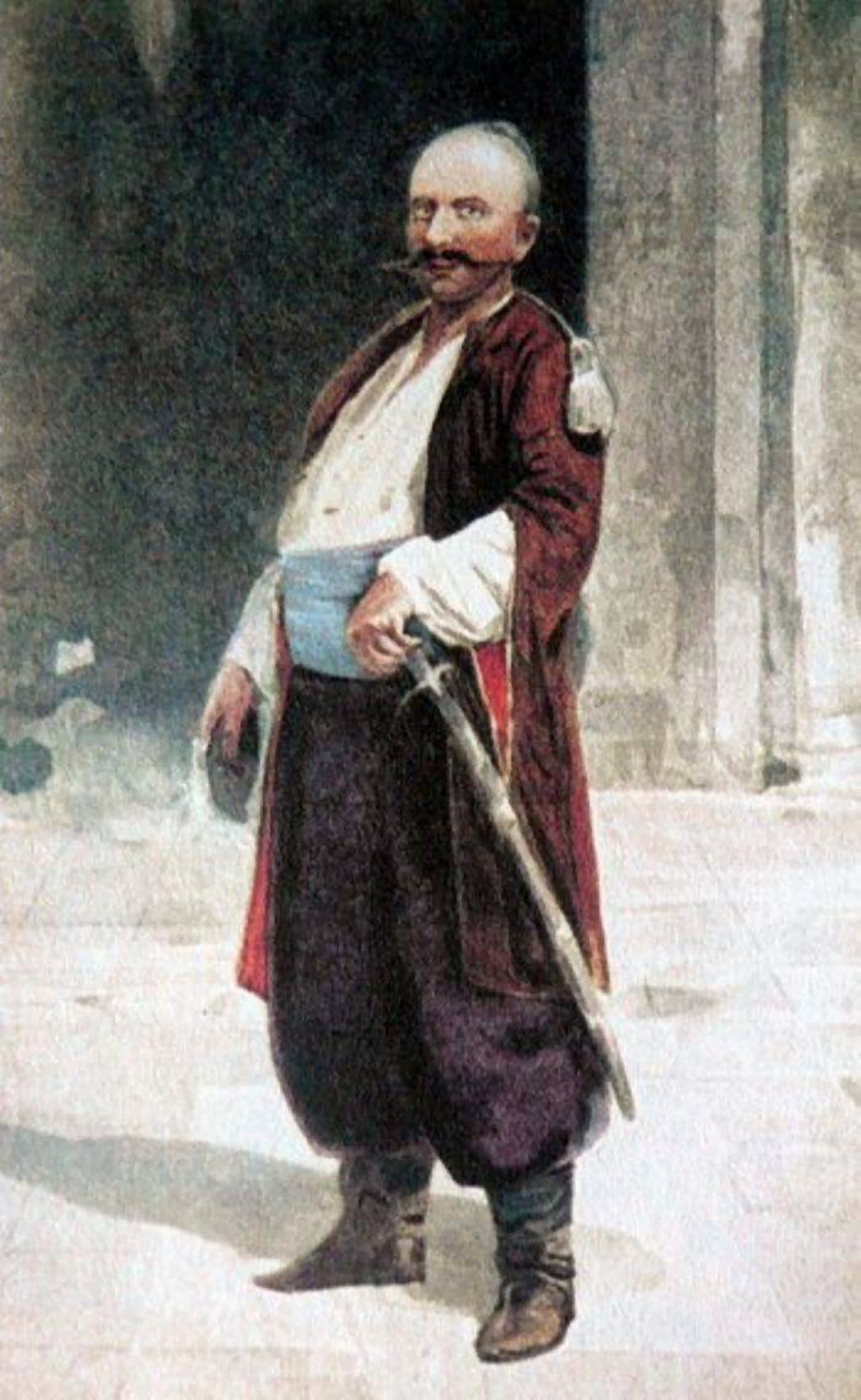
Уманський сотник Ґонта. Художник Васильківський Сергій Іванович.

Іва́н Ґо́нта (Го́нта) (пол. Iwan Gonta або Konta; близько 1721 або близько 1740, с. Розсішки, нині Уманський район — 1768, с. Серби, нині Гонтівка, Могилів-Подільський район) — сотник надвірної міліції магната Францішека Салезія Потоцького, керівник українського гайдамацького руху, один з очільників Коліївщини — повстання проти релігійного, національного та соціального гніту, яке вибухнуло 1768 року на землях Правобережної України, яка входила в ті часи до Речі Посполитої.

## Життєпис
Іван Ґонта народився у Розсішках (нині Уманський район Черкаської області) у родині селянина.
Здобув гарну освіту, добре розмовляв і писав польською мовою. Про його освіченість Вероніка Кребс — дочка уманського управителя Р. Младановича — згадувала:
|  | Він не лише розмовляв, а й чудово писав по-польськи, а виховання його було таке, що й тепер його можна було вважати шляхтичем. |

Зі спогадів Вероніки Кребс, на початку 1760-х років управитель маєтків київського воєводи Францішека Салезія Потоцького Рафал Младанович домігся зарахування здібного юнака до уманської козацької міліції, сформованої з місцевих селян. Згодом Ґонта став старшим сотником. Він звернув на себе увагу Потоцького, ставши його довіреною особою, одержав у володіння 2 села — Розсішки й Орадівку, що давали річний прибуток 20 000 злотих. Ф. С. Потоцький звільнив сотню Ґонти з-під командування полковників (мав 2 полки надвірних козаків), підпорядкувавши її безпосередньо губернаторові. Крім того, він обіцяв випросити в короля грамоту на шляхетство для Ґонти.

Церква Святої Параскеви у селі Розсішки, ктитором якої був Іван Гонта.

1760 року на власні кошти Іван Гонта збудував церкву святої Параскеви у рідному селі. Разом із дружиною робив значні пожертвування на храм, за що обоє були удостоєні честі бути намальованими в цій церкві (зображення збереглися донині), з чого можна судити, що вони були досить заможною родиною і посідали певне місце в суспільстві. Церква була зруйнована 1934, а на її місці був збудований клуб.
Незважаючи на привілейоване становище, Ґонта залишився вірним своєму народові та його православній вірі.
Згідно думок Дениса Журавльова, котрі він виклав у книзі «Хто є хто в українській історії», перебіг подій відбувався таким чином: у лютому 1768 року в Речі Посполитій була створена опозиційна щодо короля Станіслава ІІ Понятовського Барська конфедерація. Конфедерати, зайнявши частину Правобережжя, почали чинити реквізиції у місцевих землевласників, а також насильство над населенням. Ф. С. Потоцький, боячись, що його володіння зруйнують конфедерати, обіцяв відправити їм загін на допомогу. Водночас воєвода домовився з російським київським генерал-губернатором Федором Воєйковим про співпрацю проти конфедератів. Потоцький дав Ґонті інструкції щодо поведінки козаків, але один з листів, в якому розкривалися їхні плани проти конфедератів, було перехоплено. Обурені уманські шляхтичі запропонували сотнику піти з міліції. Останній відмовився. Становище Івана Ґонти на час появи коліїв під Уманню було непросте, як і становище козацьких підрозділів — невизначеність їхнього правового становища в розладнаній Речі Посполитій їх не задовольняла.
Події травня 1768 року нагадували початок Хмельниччини: проти селян-коліїв було вислано козацьку міліцію на чолі з полковниками і сотником Ґонтою, якого Младанович, схоже, вважав харизматичним ватажком, спроможним подолати бунт зброєю чи словом. Після виступу міліції з міста Рафала Младановича повідомили про об'єднання Ґонти і Залізняка у Звенигородці. Причина такого кроку Ґонти точно не відома. Можливо, на переговорах із Залізняком сотник упевнився в можливості реалізації амбітного проекту відновлення козацтва на Правобережжі. Проте деякі кроки сотника змушують думати, що і тут не все було так просто — наприклад, він дав змогу втекти полковникам, що офіційно керували загоном, а після першої невдалої спроби гайдамаків узяти Умань 20 червня саме він вів переговори про капітуляцію з Младановичем. Схоже, саме через спробу кількох шляхтичів убити «зрадника Ґонту» біля міської брами було зірвано переговори і почалася жахлива Уманська різанина, жертвами якої стали, за різними даними, від 2000 до 20000 поляків, євреїв, українців. Польські мемуаристи стверджують, що Ґонта намагався хитрістю врятувати якомога більше міщан (серед них були і молодші діти загиблого Младановича), проте вгамувати розлючену масу селян він не зміг. До того ж, для більшості повсталих він залишався людиною чужою. Навіть на далекому від об'єктивності суді над Ґонтою не називалися факти вбивств, які особисто чинив сотник.
В Умані повстанська Рада оголосила Ґонту уманським полковником і князем. Слабке польське військо було нездатне придушити визвольний рух, який швидко поширювався в Київському та Брацлавському воєводствах. У кінці червня масштаби українського повстання почали турбувати російський уряд, який до того часу використовував гайдамаків для боротьби проти шляхетської Барської конфедерації. Очевидно, свою роль зіграла також спроба Залізняка після взяття Умані відновити козацьку державу.

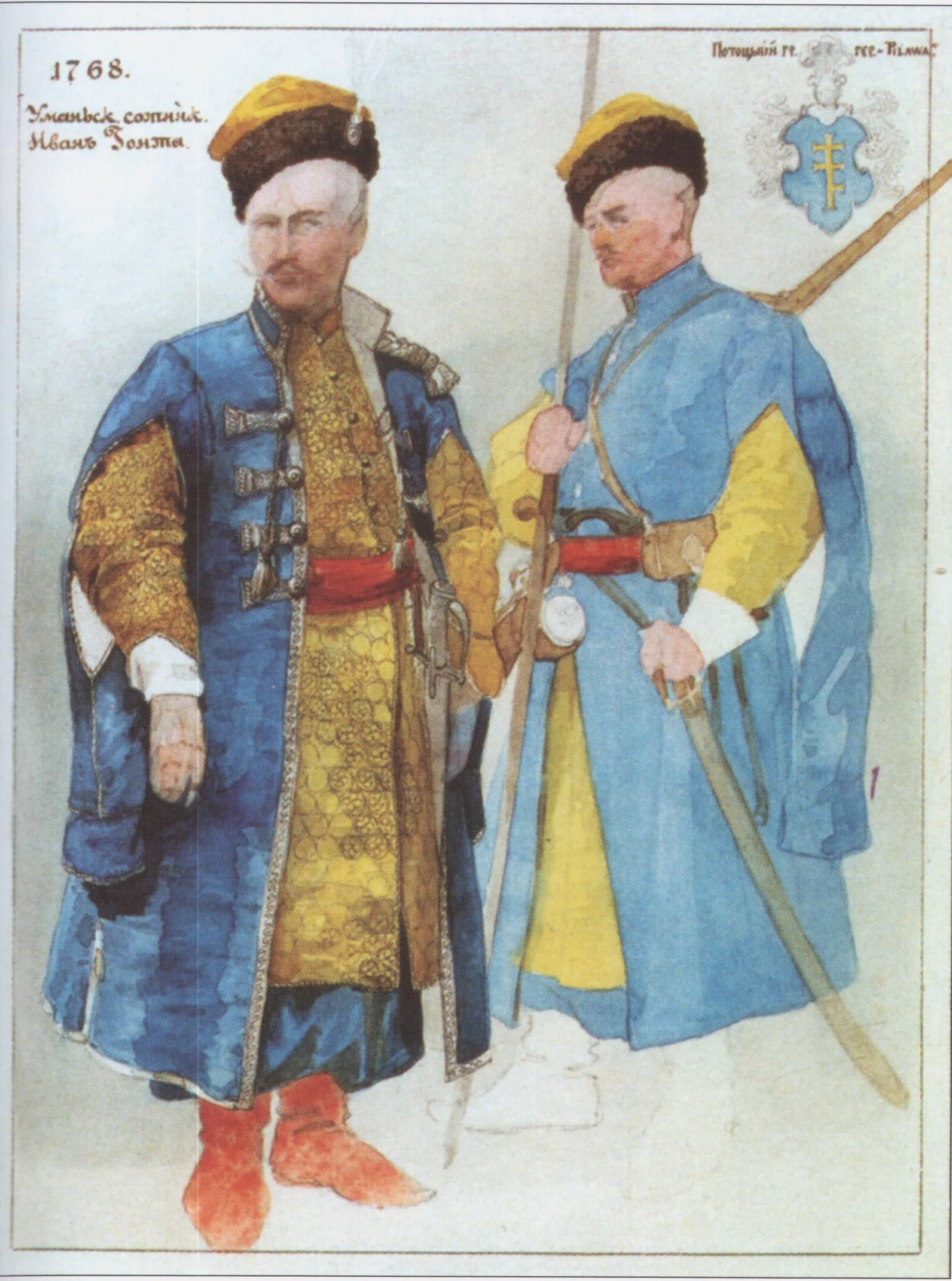
Іван Ґонта в альбомі Амвросія Ждахи

Російське військове командування надало полякам військову допомогу в боротьбі з гайдамаками.
27 червня 1768 року російський загін оточив Умань, де на той час перебували Ґонта та Максим Залізняк. Вважаючи росіян своїми союзниками у боротьбі проти поляків, близько 900 озброєних гайдамаків разом зі своїми ватажками не чинили опору і були підступно захоплені до полону військом генерала Кречетнікова. Повстання було жорстоко придушене. Полковник Гур'єв наказав покарати Ґонту батогами. За кілька днів більше 840 гайдамаків разом із Ґонтою — як піддані Речі Посполитої — були передані коронному командуванню (галицькому старості Францішеку Ксаверію Браницькому). Їх стратили у селі Кодні поблизу Житомира та в селі Серби (нині село Ґонтівка Чернівецького району Вінницької області).
Полонених Залізняка й Ґонту після жорстокої екзекуції (кожному дісталося по 300 ударів) кинули до ями. Судив ватажків особливий інквізиційний трибунал у селі Серби поблизу Могилева-Подільського, який після 10-денних знущань виніс присуд. Залізняка заслали на довічну каторгу до рудників Нерчинська. Ґонту засудили до страти. Страта мала тривати 2 тижні: упродовж 10 днів кат мав кліщами здирати з нього шкіру, на 11-й — відрубати ноги, на 12-й — руки, на 13-й — вирвати серце, на 14-й день — відтяти голову.
Шляхтич Дуклан-Охотський залишив свідчення про виняткову мужність ватажка повстання:
|  | Ґонта вийшов на страту з лицем спокійним і веселим, наче направлявся до кума на іменини. Кат здер з нього смугу шкіри, кров чвиркнула, проте обличчя гайдамаки не здригнулося; здер нову пасмугу шкіри, і тоді Ґонта сказав: «От, казали, що буде боляче, насправді ні крихти не болить!» |

Бачачи, що безприкладна мужність Ґонти справляє на присутніх протилежний ефект, генерал Браницький, присланий на допомогу російським військам, наказав уже на третій день відтяти йому голову і вирок виконувати на трупові.
Страта Ґонти відбулася у першій половині липня 1768 року, але не пізніше 13-го. Сучасники розповідали, що і через багато років можна було ще бачити прибиту до шибениці голову керівника гайдамаків, на якій вітер ворушив волосся.

## Родина
Після страти Івана Ґонти його дружину й чотирьох дочок доставили з Розсішок до Умані, де кілька разів прилюдно відшмагали різками і відправили у заслання. Єдиного сина Ґонти гайдамацький сотник П. Уласенко зумів вивезти до Молдовського князівства.
За метричними книгами Христинівщини, родичі Ґонти жили в селах: Шукайвода (1802 р.), Притика (1803 р.), Христинівка (1820-ті роки). Після скасування кріпацтва вони покинули Христинівщину.

## В художній літературі
- Є одним з головних героїв твору Тараса Шевченка «Гайдамаки»;
- «Гонта»  — повість Якова Стецюка;
- «Великий благовіст» — трилогія Миколи Сиротюка.

## Пам'ять
- 1948 року на честь Івана Ґонти перейменували на Гонтівку село Серби Чернівецького району Вінницької області, де було страчено ватажка.
- 1981 року спущено на воду яхту «Ґонта», яка згодом, у 1988 і в 1989 роках, була першою в міжнародній вітрильній регаті ім. Димитрова (Болгарія).[7]
- У 2009 р. пам'ятник Івану Гонті встановлено в місті Христинівка[8].
- 2013 року в селі Жаботин Кам'янського району встановили бюст Івану Ґонті. Пам'ятник поставили на постамент, який залишився від пам'ятника комуністові Сергію Кірову[9].
- В Умані 2015 року було відкрито пам'ятник Ґонті та Залізняку.
- Персональний пам'ятник також встановлено у с. Гонтівка.
- Вулиці Івана Ґонти, існують у багатьох населених пунктах України, зокрема, в Києві, Львові, Іллінцях.
- Провулки Івана Ґонти — в Житомирі, Білій Церкві, Дрогобичі та інших населених пунктах.

## Галерея

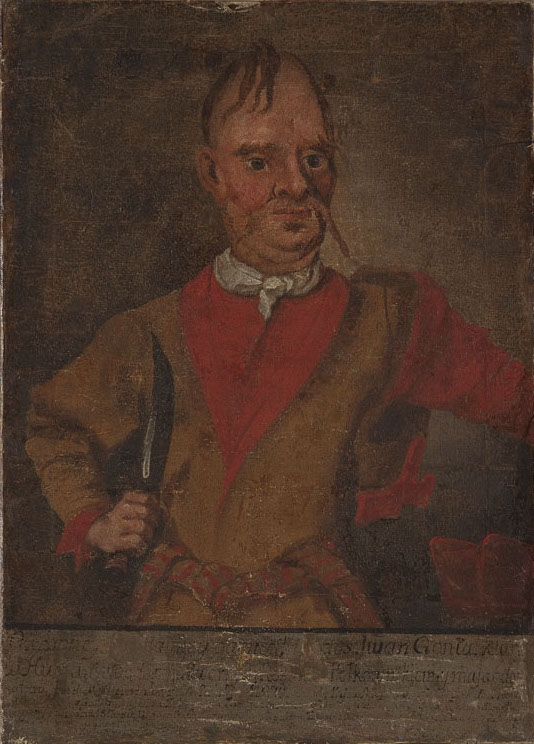
Портрет Івана Ґонти із зібрання Національного музею у Варшаві. Автор невідомий. 1768 р.
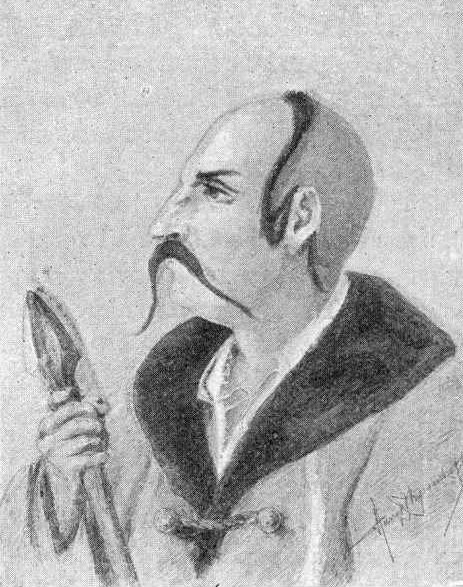
Портрет Івана Ґонти з ілюстрованої "Енциклопедії Старопольської"
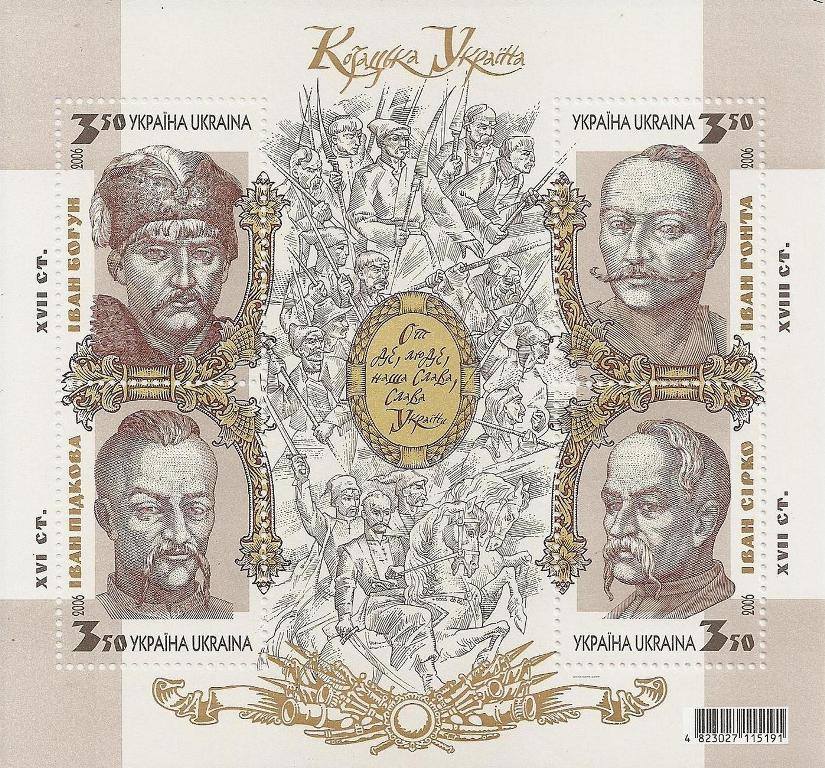
Поштовий блок «Козацька Україна»: Іван Богун, Іван Ґонта, Іван Підкова, Іван Сірко
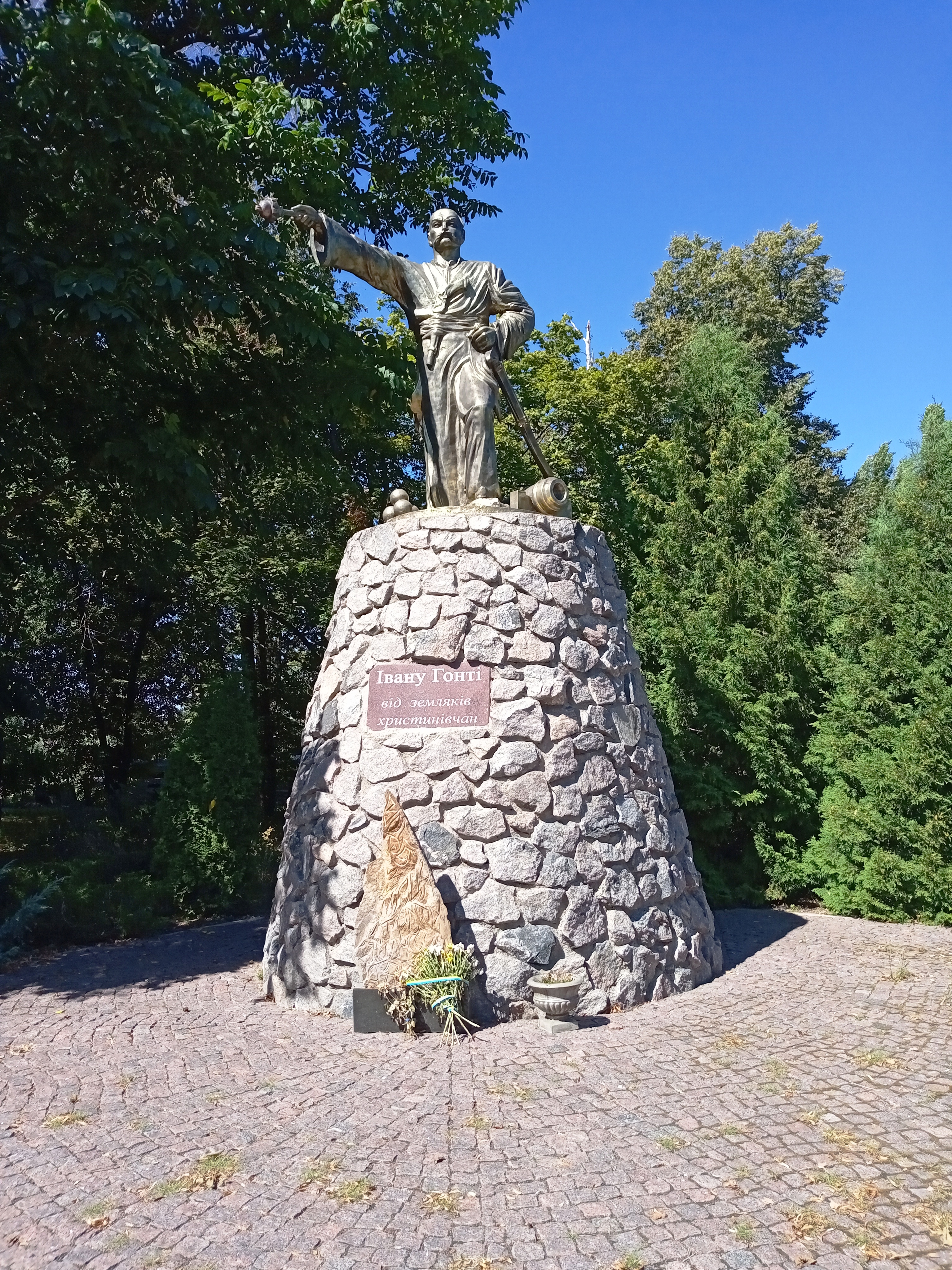
Памятник у місті Христинівка
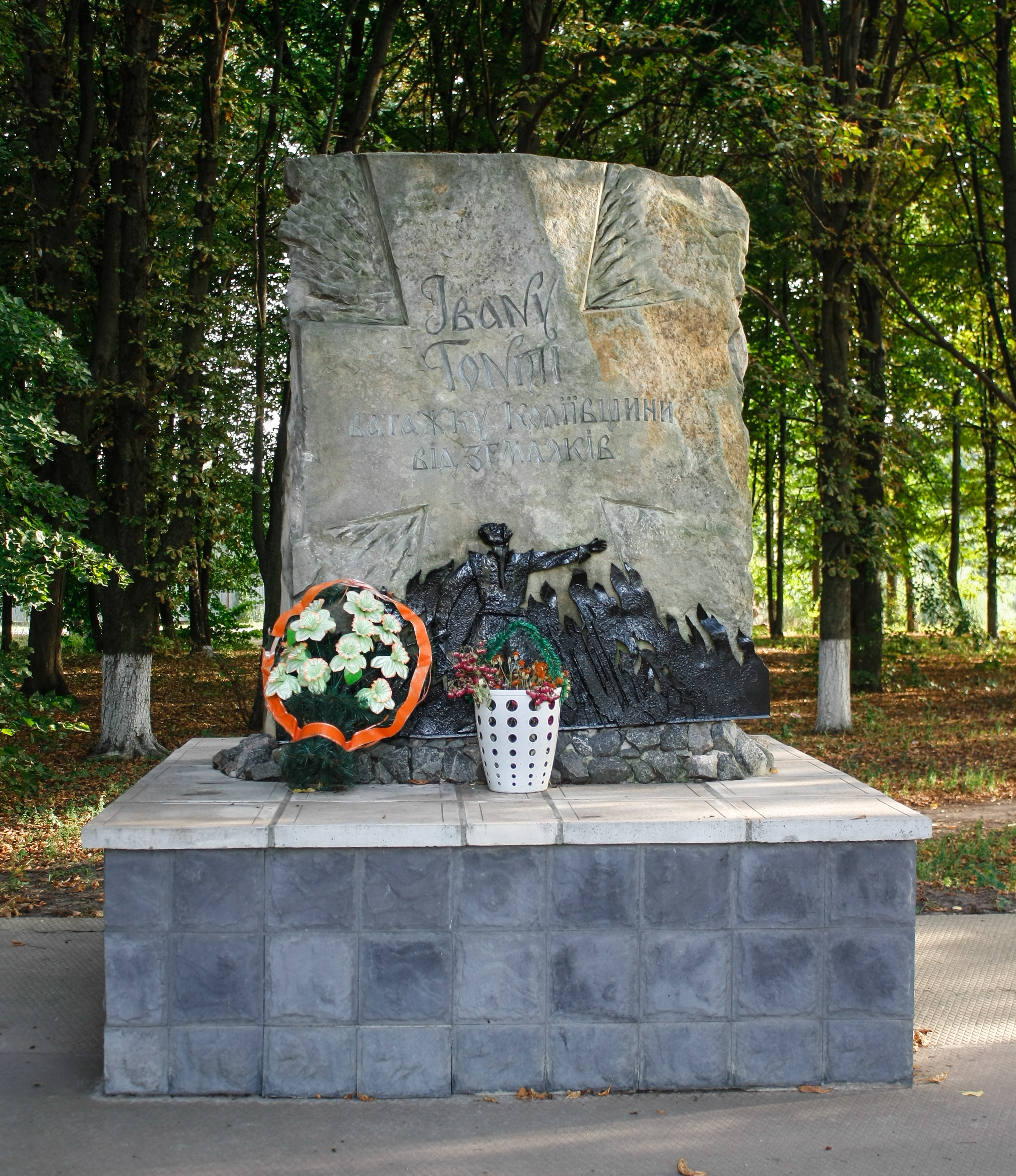
Пам’ятний знак у селі Розсішки